# Монте-Леоне
Монте-Леоне (итал. Monte Leone) — гора высотой 3552 м, расположенная на границе Швейцарии (Вале) и Италии (Пьемонт). Высшая точка Лепонтинских Альп. Находится в нескольких километрах от перевала Симплон.